# Казицкас, Юозас
Юозас Казицкас (лит. Juozas Kazickas; 16 июня 1918, Чёрная Падина, Самарская губерния — 10 июля 2014) — американский литовец, предприниматель. Миллиардер, один из самых богатых людей в Литве, филантроп.

## Биография
Юозас Казицкас родился 16 апреля 1918 года в деревне Чёрная Падина Саратовской губернии, Россия. Его дедушка и бабушка были участниками восстания 1863 года и были сосланы в Россию в 1883 году. В 1922 году с родителями вернулся в Литву. В 1937—1940 годах учился в Университете Витовта Великого и Вильнюсском университете.  
В 1944 году, во время Второй мировой войны, Юозас Казицкас вместе с женой Александрой (урожденной Кальвенас) и дочерью Юрате бежал в Германию, где проживал в лагерях для перемещенных лиц. В Германии он получил известие о приеме в Йельский университет на программу докторантуры по экономике.  
В 1947 году перебрался в США. В 1951 году защитил докторскую диссертацию в Йельском университете. С того же года и до 1972 года преподавал в этом университете. 
После окончания Йельского университета Юозас Казицкас некоторое время преподавал, а затем занялся угольным бизнесом, экспортируя уголь в Европу и Японию. Эта деятельность позволила ему путешествовать по миру и установить связи с влиятельными людьми. 
Основную часть своего капитала скопил в США.
Скончался 9 июля 2014 года в возрасте 96 лет в своем доме в Ист-Хэмптоне, штат Нью-Йорк. Похоронен Казицкас на кладбище в Ист-Хэмптоне после панихиды в похоронном бюро Yardley and Pino и мессы в церкви Пресвятой Троицы.  Семья просила вместо цветов направлять пожертвования в Литовский фонд.

### Семья
Семья всегда была главным приоритетом для Иосифа Казицкаса. Он был предан своей жене Александре, которая скончалась тремя годами ранее, незадолго до их 70-й годовщины свадьбы. У него остались дети: Юрате, Джозеф, Майкл и Джон. Сын Александр скончался в 1976 году. Казицкас был любящим дедушкой для одиннадцати внуков, вдохновляя их и делясь своими советами и мудростью.

## Деятельность
В 1951 году основал компанию по экспорту угля "Neris". Работал консультантом в различных компаниях и привлек в Литву крупных инвесторов из США, включая Coca-Cola Company, Columbia Gas, El Paso Natural Gas, Exxon, Kawasaki Heavy Industries, Philip Morris и другие.
Пользующийся влиянием в высших политических кругах США, он в своё время финансировал литовский «Саюдис» и сыграл важную роль в процессе международного признания Литвы в 90-х годах. Организовывал визиты руководителей и представителей американских финансовых фондов в страны Балтии, способствовал международному признанию независимости Литвы. Также содействовал встречам литовских руководителей и политиков с главами государств США и Западной Европы. Кроме того, он консультировал литовское правительство по вопросам привлечения американского капитала, в частности, при приобретении компанией Williams "Mažeikių nafta".
В начале 1990-х возвратился в Литву и основал в 1991 году первую в Литве частную телекоммуникационную компанию Litcom (ныне ведущий оператор мобильной связи в Литве «Omnitel»).
Привёл в страну компании «Моторола», «Кока-Кола», «Филипп Моррис» способствовал приходу нефтяной компании Williams International — прямой и активнейший посредник в переговорах по приватизации «Мажейкю нафта» этой американской кампанией (Ю. Казицкас старый друг президента Литвы В. Адамкуса и хороший друг президента «Вильямс интернешнл» Дж. Бумгарнера).
Пользуясь своими связями, устроил[когда?] неофициальную встречу тогдашнего премьер-министра К. Прунскене с президентом США Дж. Бушем, с руководителями крупных европейских государств — президентом Франции Ф. Миттераном, премьер-министром Великобритании М. Тэтчер.
Не меньшим влиянием в высших политических кругах США пользуется его зять — Роджер К. Альтман, которого не обделяет вниманием пресса США и которого называют хорошим другом Б. Клинтона.
В конце 20-го – начале 21-го века считался одним из самых богатых людей Литвы. С 2003 года являлся членом Совета экономических советников американских литовцев.
В сентябре 2004 года приобрел 100 % акций «Baltnetos komunikacijos». 

## Филантропия
В 1998 году основал благотворительный фонд. Поддерживал Каунасский технологический университет, финансировал научные, культурные, образовательные и социальные проекты, различные конкурсы, учреждал премии для представителей СМИ. Был одним из основателей фонда поддержки Дворца правителей Литвы.
Фонд семьи Казицкасов финансирует конкурс по «Литовской программе просвещения». Целью этой программы является создание условий для использования компьютерной техники и информационных технологий не только в классах по информатике, но в учебных процессах по другим предметам.

Родители доктора Ю. П. Казицкаса воспитали в нём чувство ответственности за свою семью, общество и Литву. Благотворительность была важной частью его жизни, как он однажды сказал: 
«Всякий раз, когда делается что-то полезное для других, между людьми возникает своего рода магнитное поле – творческая энергия передаётся от одного к другому. Вся энергия, затраченная ради других, возвращается, чтобы мотивировать и в конечном итоге обогатить самого себя».

## Награды
- Медаль памяти 13 января (12 февраля 1992 года)[7]
- Командор ордена Великого князя Литовского Гядиминаса (14 июля 1995 года)[8]
- Кавалер Большого креста ордена Великого князя Литовского Гядиминаса (10 февраля 1998 года)[9]
- Кавалер Большого креста ордена «За заслуги перед Литвой» (16 апреля 2008 года)[10]